# Uraniídeos
Uraniídeos (cientificamente denominados Uraniidae) são uma família de insetos da ordem Lepidoptera, proposta por Leach em 1815 e composta por mariposas, ou traças, diurnas, crepusculares e noturnas de regiões de clima tropical da África, Ásia, Australásia e Américas. É composta de quatro (Auzeinae, Uraniinae, Microniinae, Epipleminae) a duas subfamílias: Microniinae para as espécies menores, em sua maioria brancas, com caudas muito curtas (todas do Velho Mundo e Novíssimo Mundo), e Uraniinae para as espécies maiores e de caudas longas, mais bem conhecidas e pertencentes a gêneros diurnos como Chrysiridia, Urania e Alcides, com seus integrantes apresentando padrões de coloração vibrantes que os fazem ser confundidos com borboletas e também conhecidos por suas grandes concentrações de indivíduos em migração. Três outros gêneros de Uraniinae se assemelham às mariposas Microniinae em sua aparência. Na subfamília Epipleminae, de distribuição pantropical, algumas mariposas têm a capacidade de dobrar ou rolar suas asas na conformação de graveto, ou de folha seca retorcida, possivelmente como uma forma de crípse.

## Planta-alimento
Lagartas, principalmente das espécies mais vistosas de Uraniinae, diurnas, apresentam alto grau de especialização, com algumas se alimentando exclusivamente de um gênero de plantas tóxicas da família Euphorbiaceae (Omphalea ou Endospermum para Chrysiridia, Urania e Alcides; Suregada para Urapteritra), sendo obrigadas a migrar, em grande número e dentro de seus habitats, na medida que tais plantas de seus locais de origem aumentam sua toxicidade ao terem suas folhas danificadas. Em Epipleminae as plantas-alimento são das famílias Rubiaceae, Caprifoliaceae, Oleaceae, Daphniphyllaceae, Bignoniaceae e Verbenaceae.

## Gêneros e subfamílias de Uraniidae
Apenas duas subfamílias, Uraniinae e Epipleminae, ocorrem na fauna do Brasil.

### Subfamília Auzeinae
- Decetia Walker, 1860
- Brachydecetia Holloway, 1998
- Paradecetia Swinhoe, 1894

### Subfamília Uraniinae
- Urania Fabricius, 1807
- Chrysiridia Hübner, [1823]
- Alcides Hübner, [1822]
- Lyssa Hübner, [1823]
- Urapteroides Moore, 1888
- Cyphura Warren, 1902
- Urapteritra Viette, 1972

### Subfamília Microniinae
- Dissoprumna Warren, 1897
- Aploschema Warren, 1897
- Micronia Guenée in Boisduval & Guenée, 1857
- Acropteris Geyer in Hübner, 1832
- Pseudomicronia Moore, [1887]
- Strophidia Hübner, [1823]

### Subfamília Epipleminae
- Orudiza Walker, 1861
- Chundana Walker, 1862
- Chaetoceras Warren, 1896
- Rhombophylla Turner, 1911
- Pseudodirades Janse, 1932
- Leucoplema Janse, 1932
- Pterotosoma Warren, 1903
- Oroplema Holloway, 1998
- Dysaethria Turner, 1911
- Chionoplema Holloway, 1998
- Europlema Holloway, 1998
- Monobolodes Warren, 1898
- Phazaca Walker, 1863
- Warreniplema Holloway, 1998
- Gathynia Walker, [1863]
- Epiplema Herrich-Schäffer, [1855]
- Dysrhombia Warren, 1896
- Pseudhyria Hampson, 1895
- Cirrhura Warren, 1903
- Callizzia Packard, 1876
- Antiplecta Warren, 1900
- Calledapteryx Grote, 1868
- Philagraula Hulst, 1896
- Erosia Guenée, 1857
- Schidax Hübner, 1818
- Psamathia Walker, 1861
- Aorista Warren, 1901
- Trotorhombia Warren, 1904
- Nedusia Hübner, 1818[1]

## Galeria de imagens

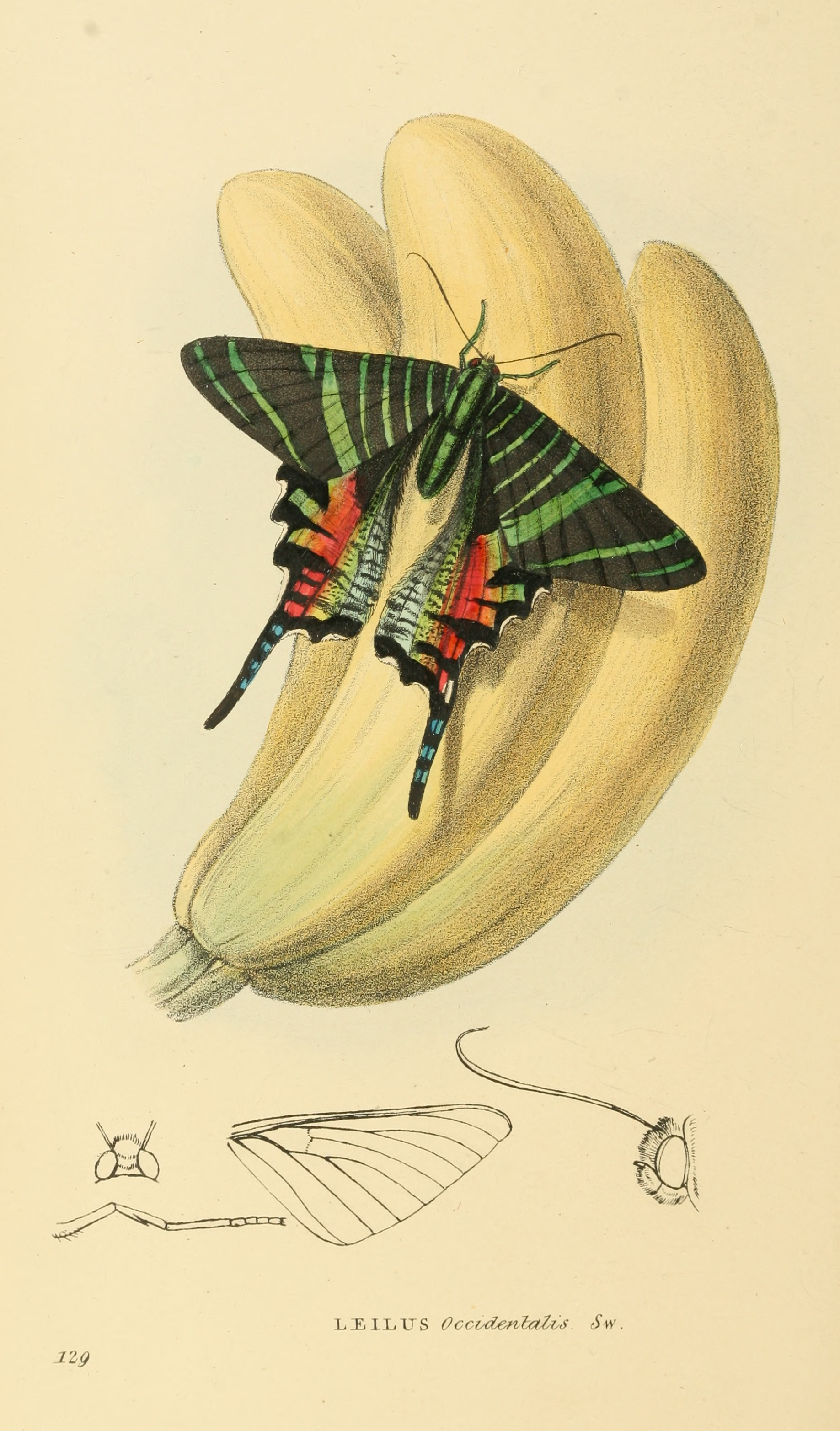
Gravura de 1829 mostrando a extinta Urania sloanus, da Jamaica.
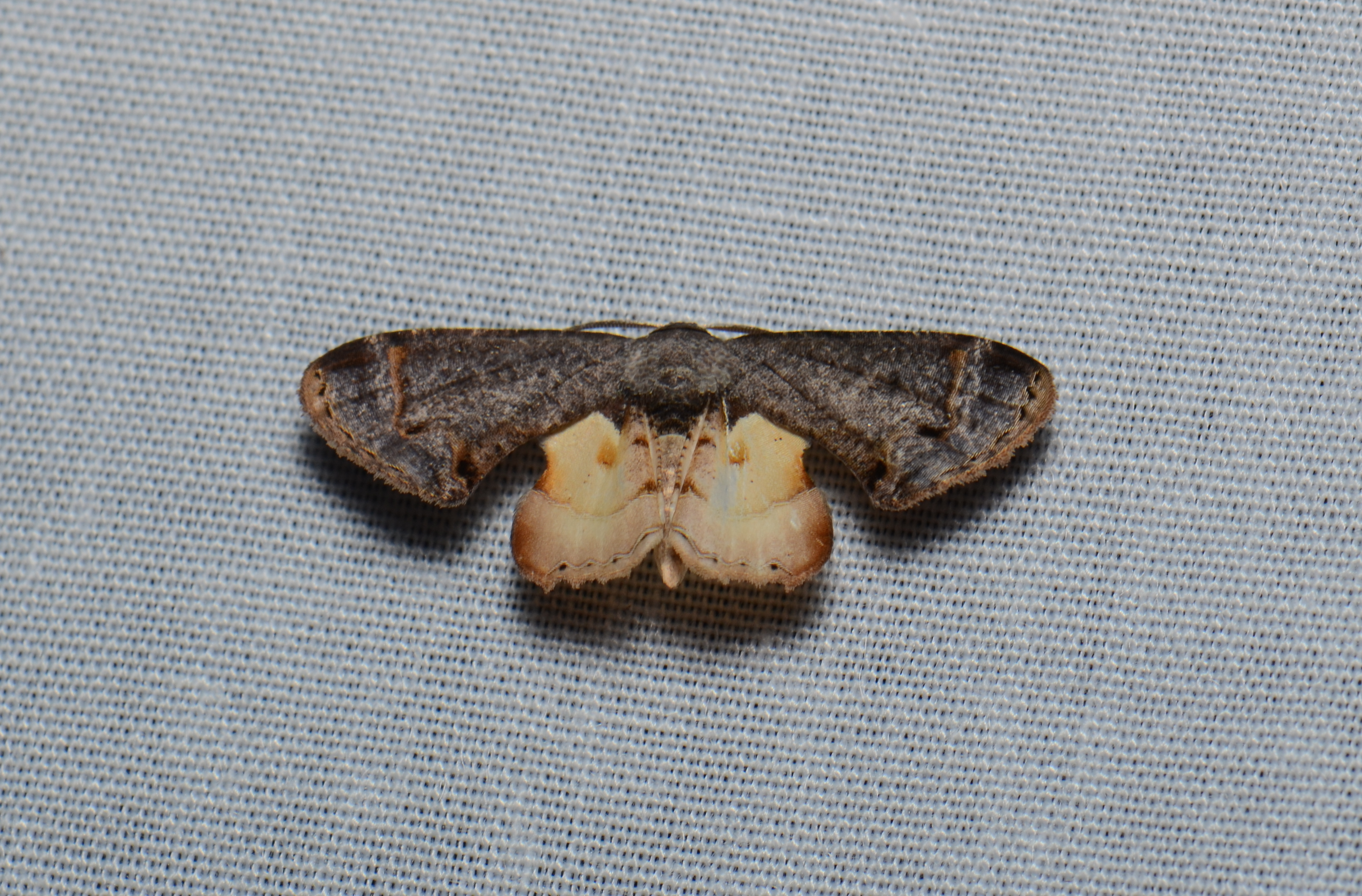
Fotografia de Phazaca erosioides (subfamília Epipleminae).
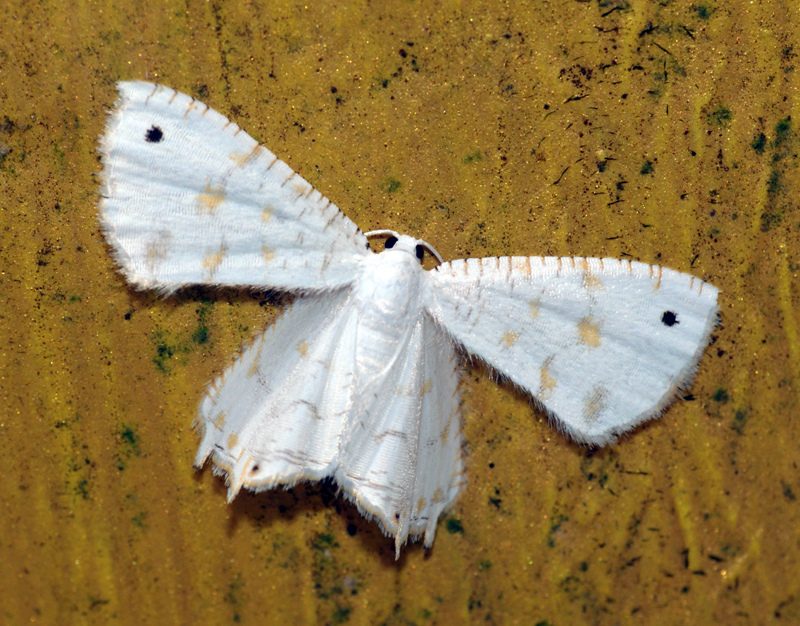
Fotografia de Europlema flavilinea (subfamília Epipleminae).
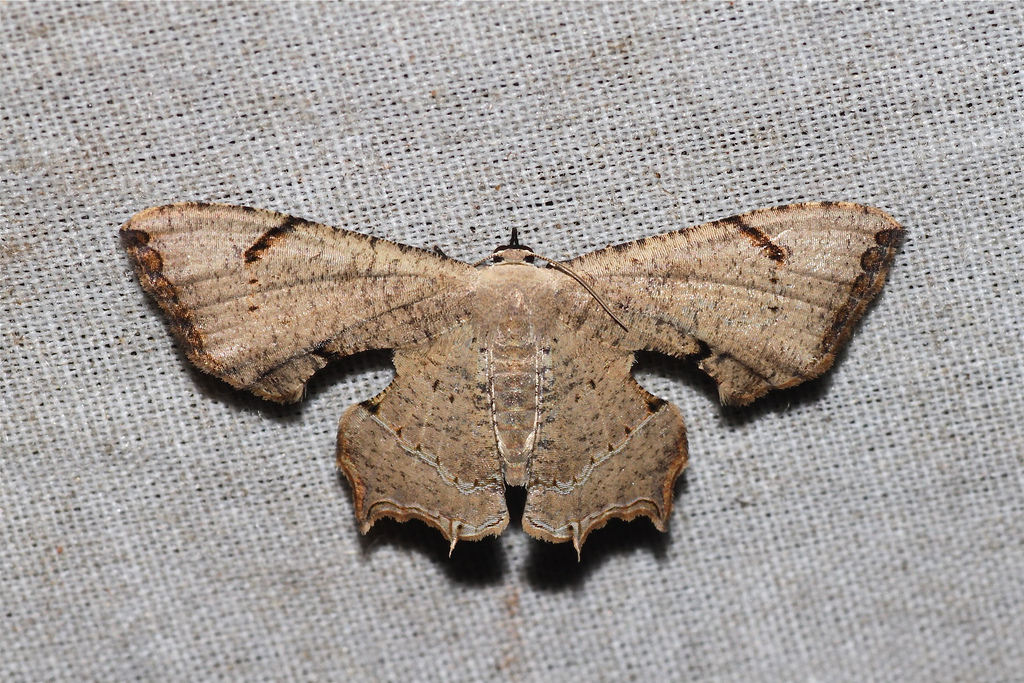
Fotografia de Dysaethria quadricaudata (subfamília Epipleminae).
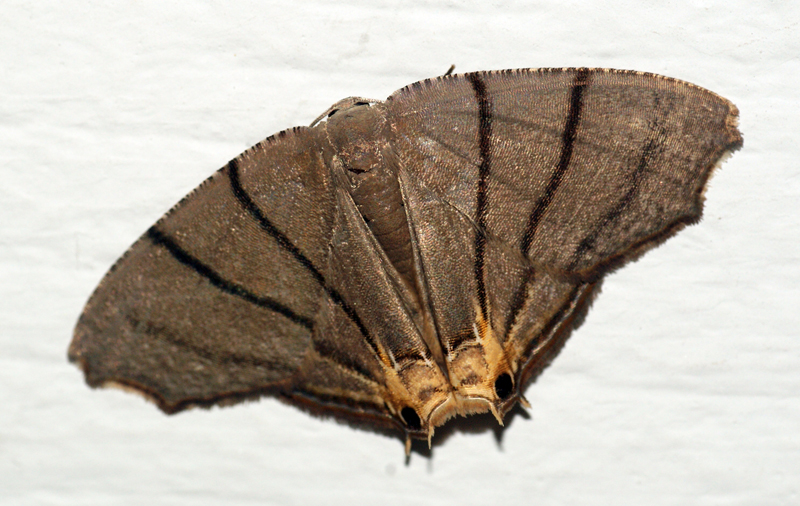
Fotografia de Orudiza protheclaria (subfamília Epipleminae).
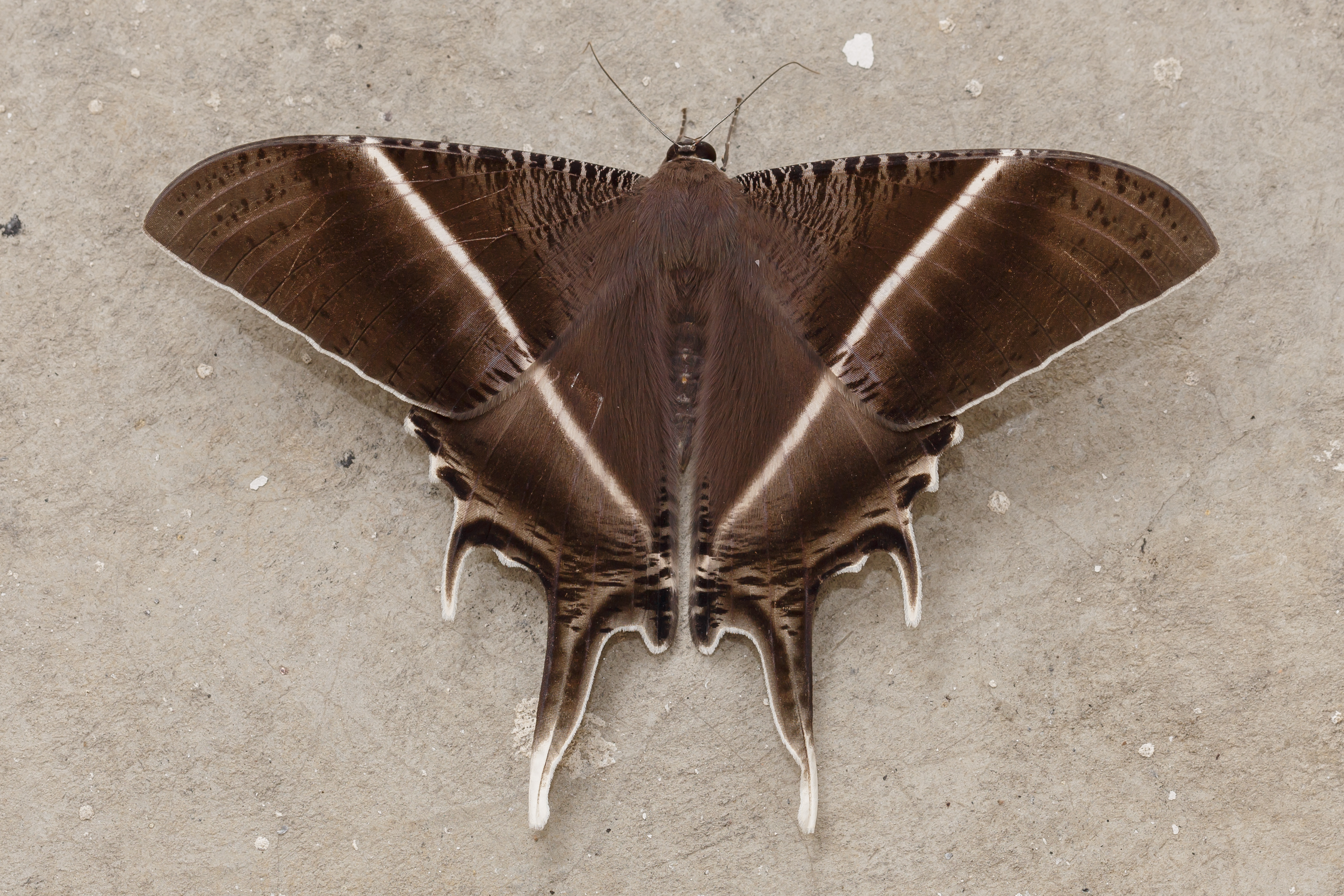
Fotografia de Lyssa zampa (subfamília Uraniinae).
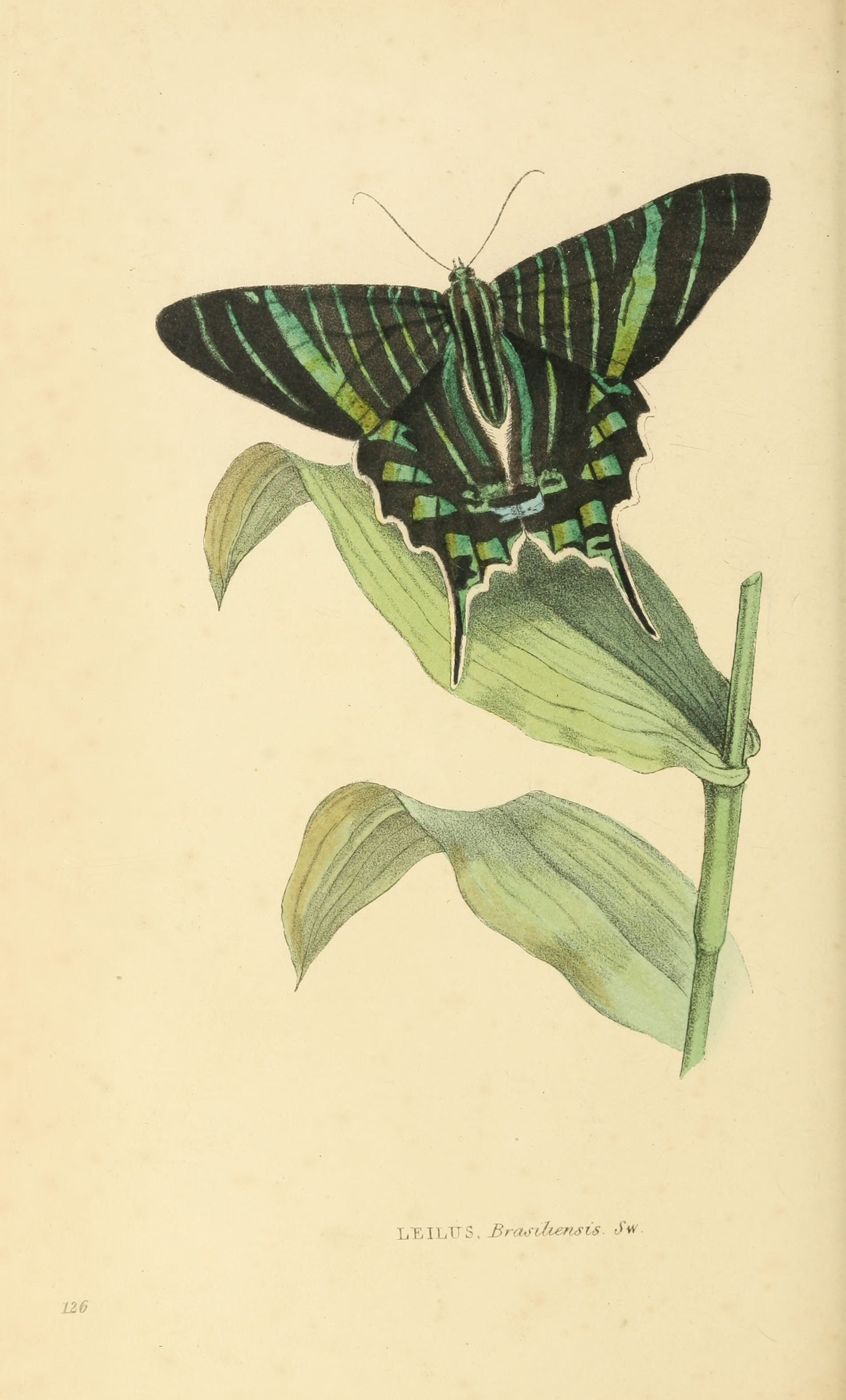
Gravura mostrando a Urania brasiliensis, do Brasil (uma subespécie de Urania fulgens).
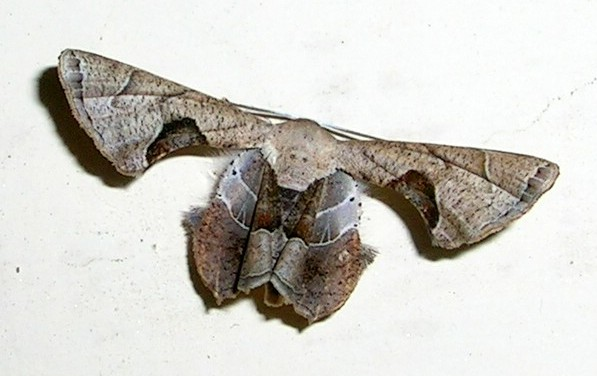
Fotografia de Phazaca leucocera (subfamília Epipleminae).
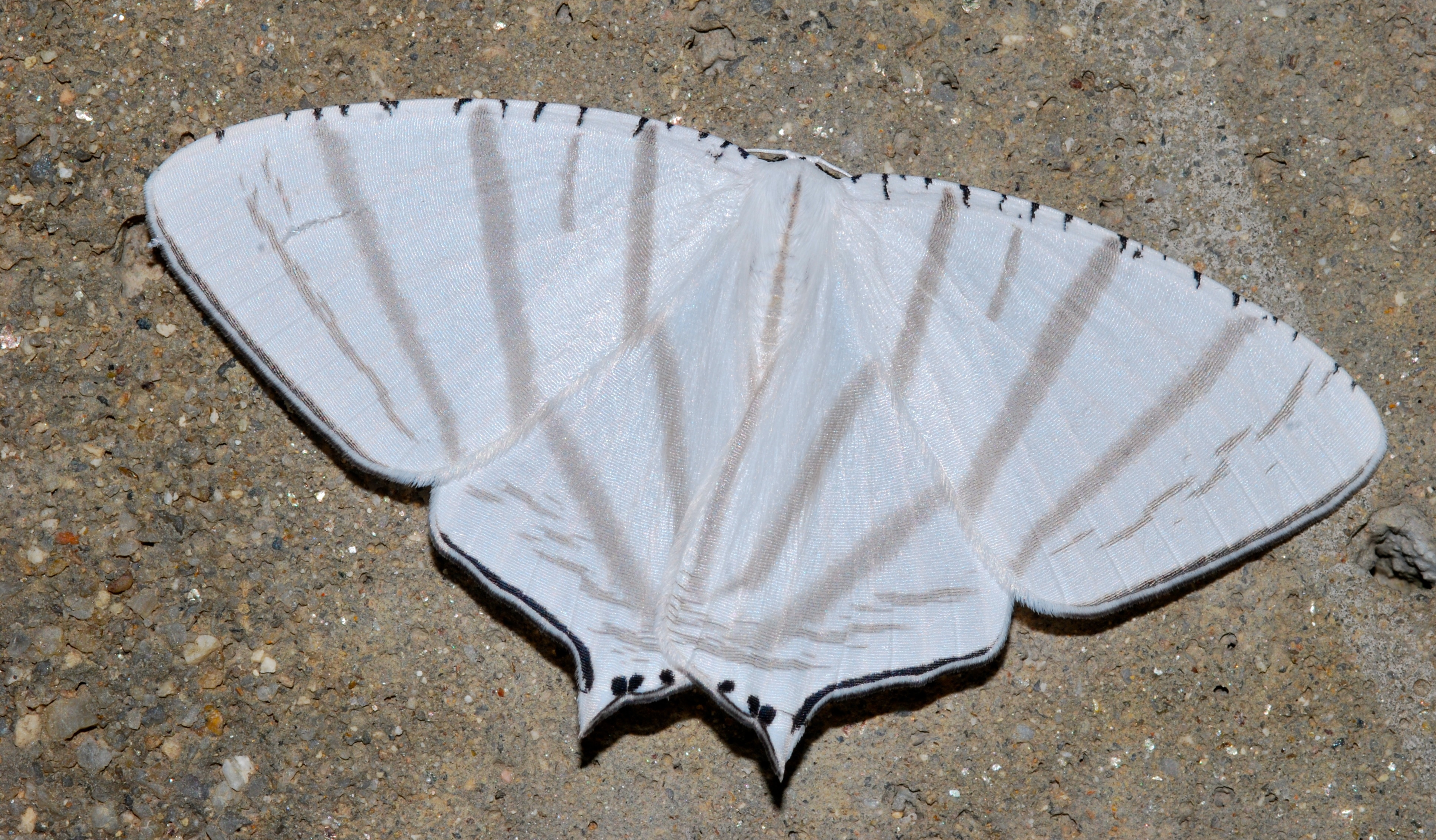
Fotografia de Urapteroides astheniata (subfamília Uraniinae).
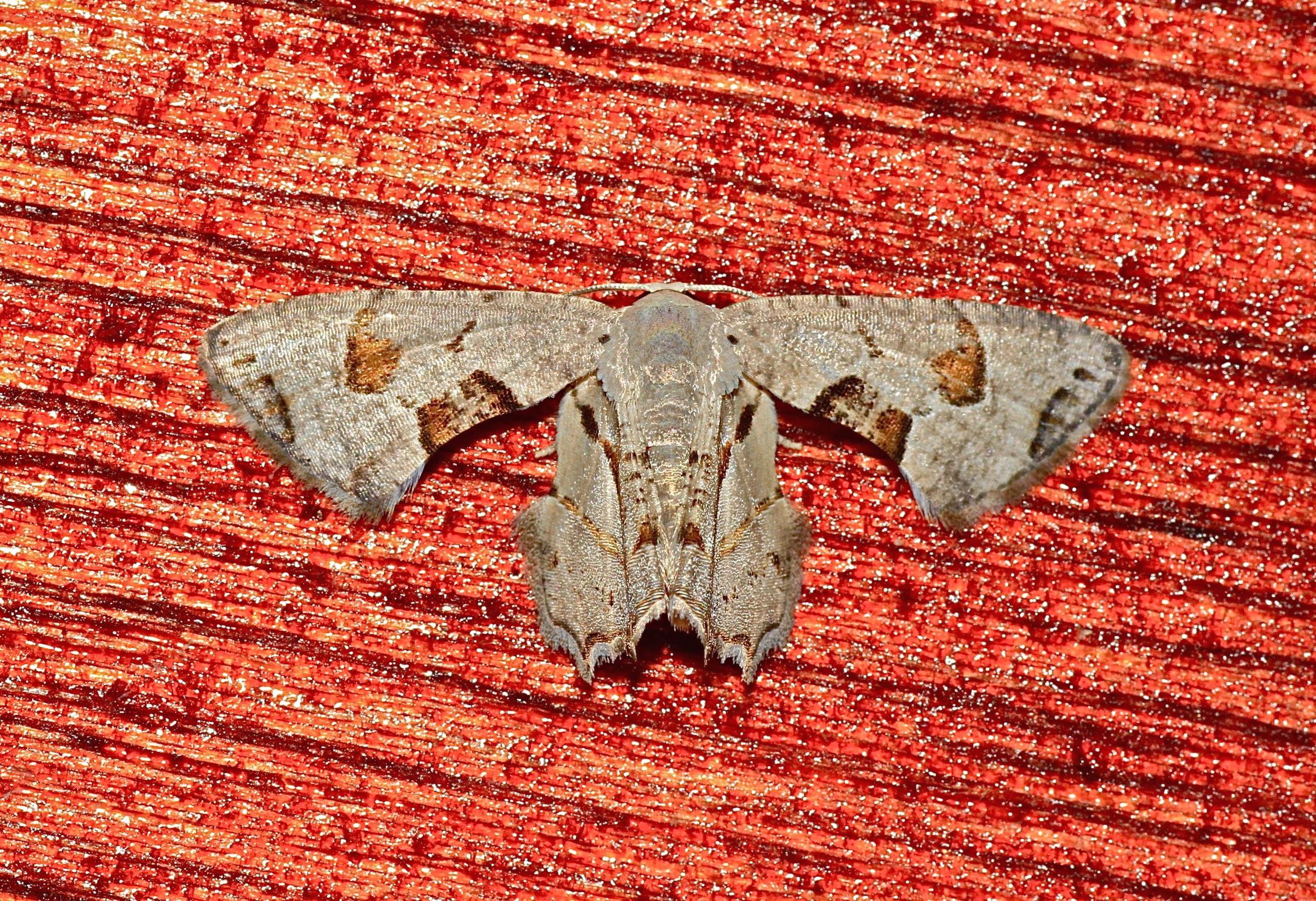
Fotografia de Epiplema saccata (subfamília Epipleminae).
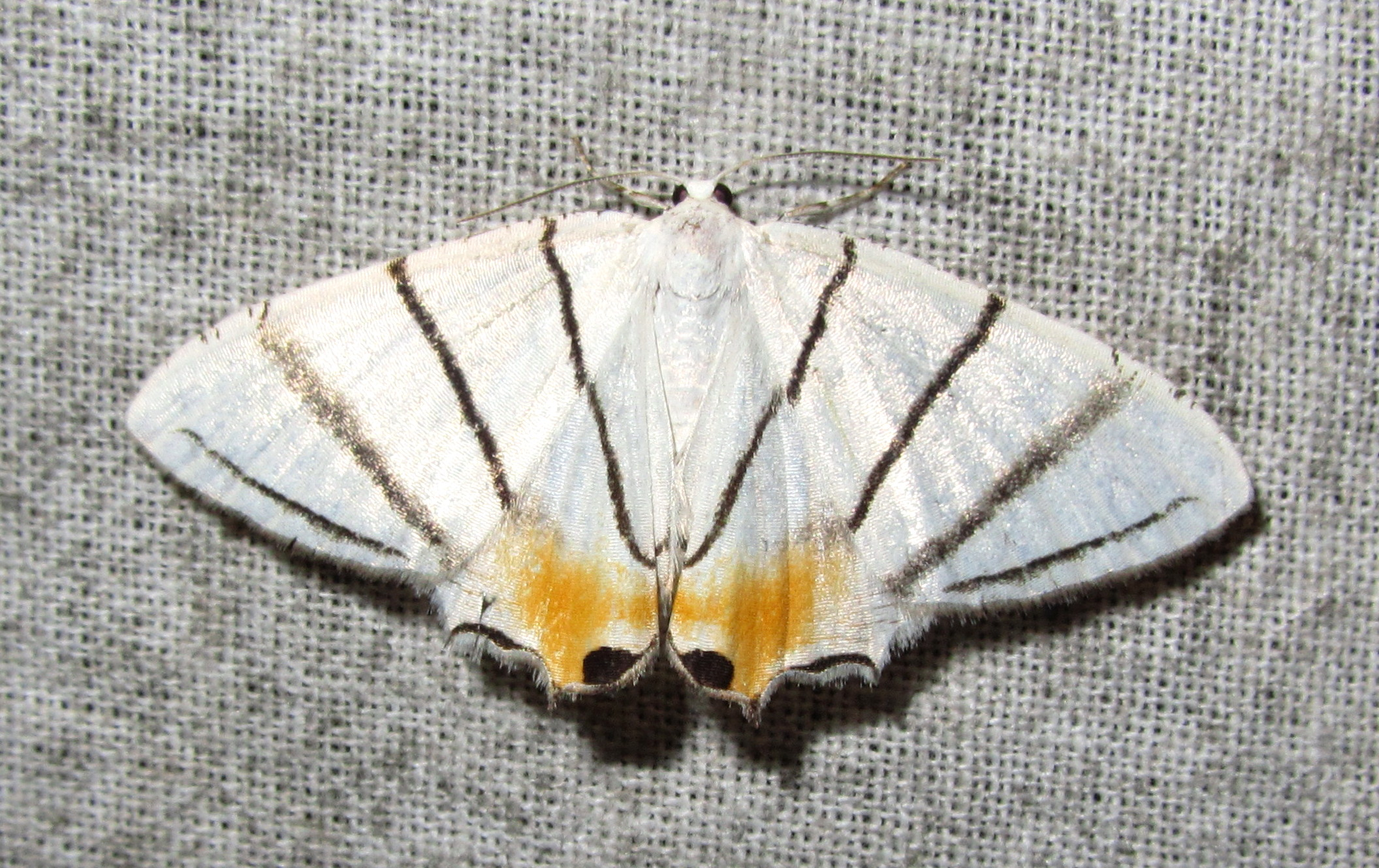
Fotografia de Epiplema himala (subfamília Epipleminae).
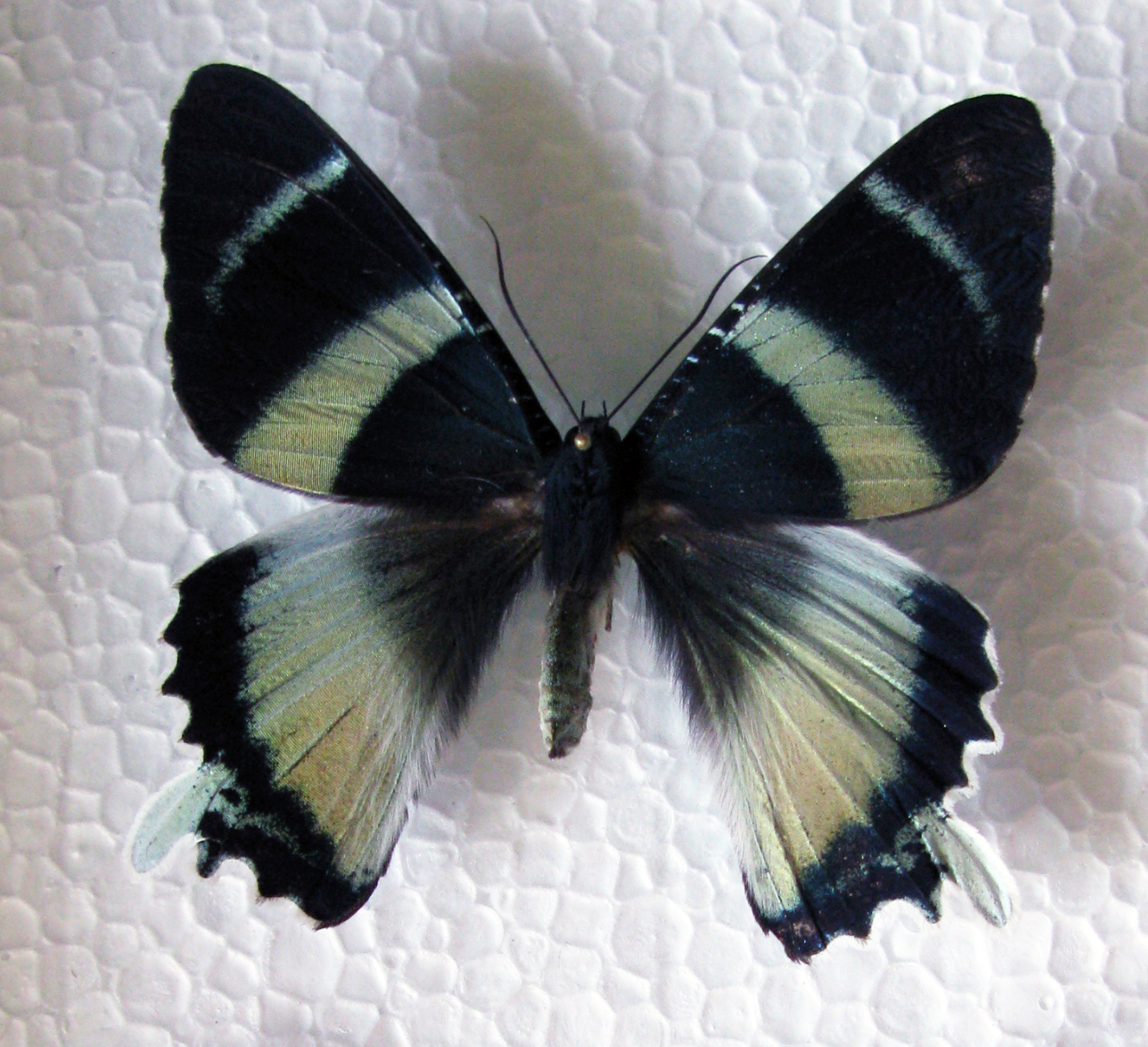
Fotografia de Alcides agathyrsus (subfamília Uraniinae).
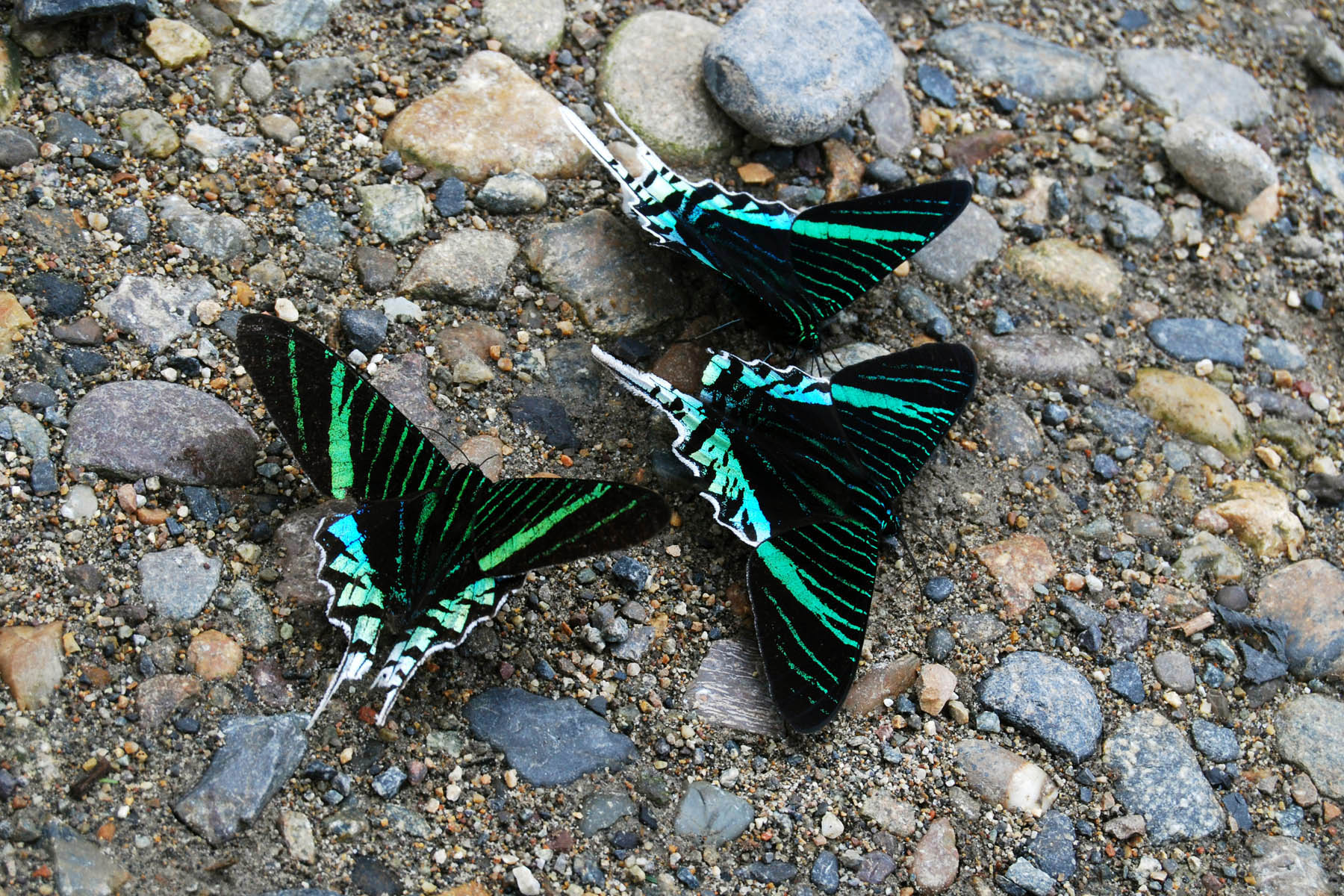
Fotografia de grupo de Urania leilus (subfamília Uraniinae).
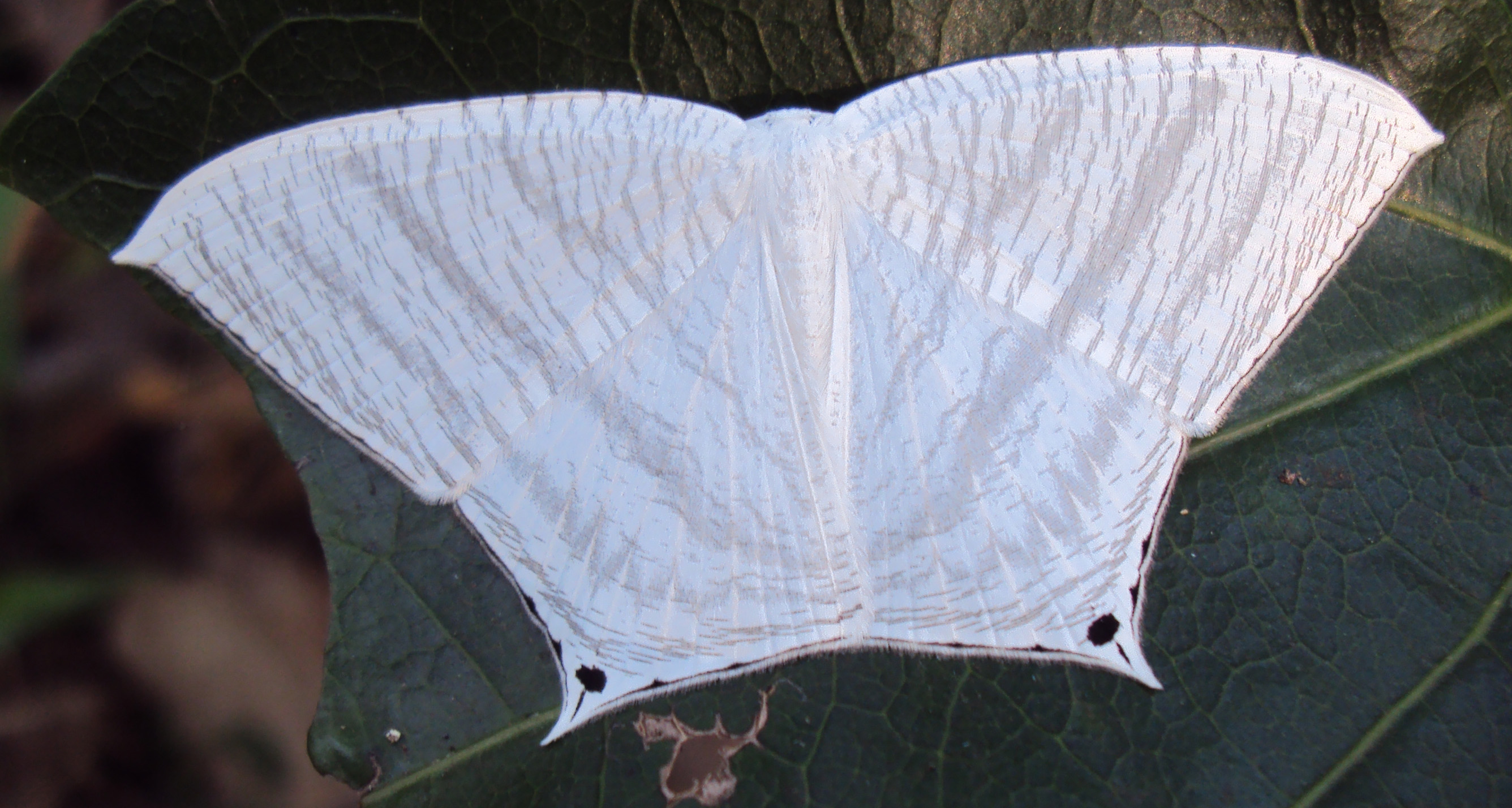
Fotografia de Micronia aculeata (subfamília Microniinae).
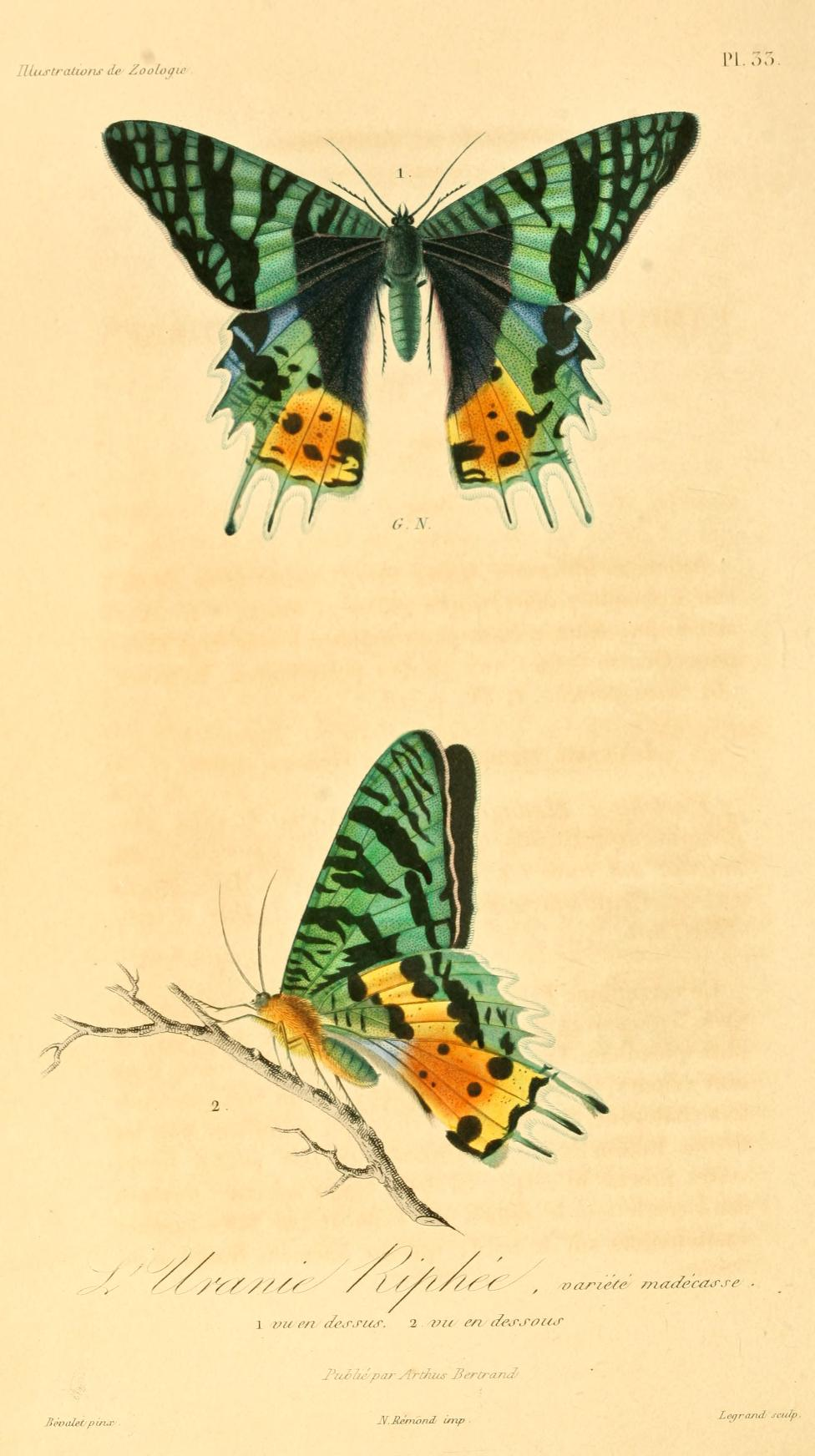
Gravura de 1831 mostrando a Chrysiridia rhipheus, de Madagáscar.
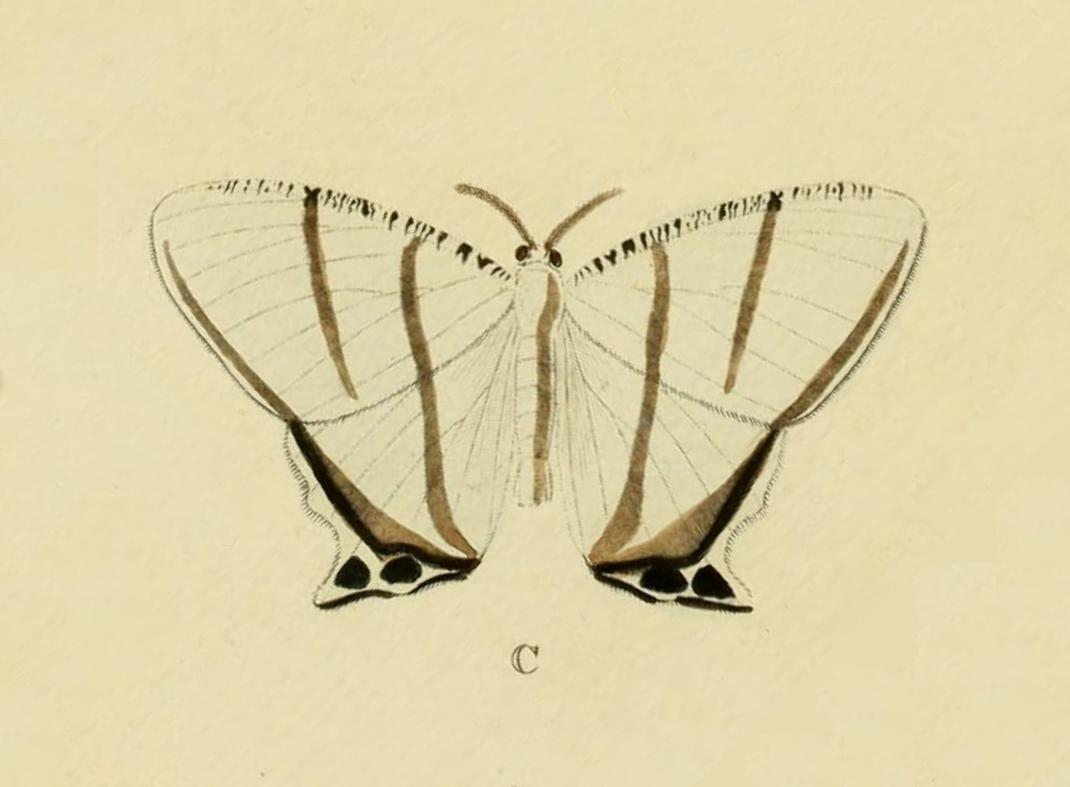
Ilustração de Cyphura geminia, feita em 1779.